# 蓬多拉
蓬多拉（法語：Pondaurat，法語發音：[pɔ̃doʁa]）是法国吉伦特省的一个市镇，属于朗贡区。

## 地理
蓬多拉（44°32'13"N, 0°5'17"W）面积8.74 平方千米，位于法国新阿基坦大区吉倫特省，该省份为法国西南部沿海省份，是法國本土面积最大的省，北起滨海夏朗德省，西临大西洋，南至朗德省，东南接洛特-加龍省，东临多爾多涅省。
与蓬多拉接壤的市镇（或旧市镇、城区）包括：巴萨讷、阿亚斯、皮巴尔邦、萨维尼亚克、卡斯蒂永德卡斯泰。

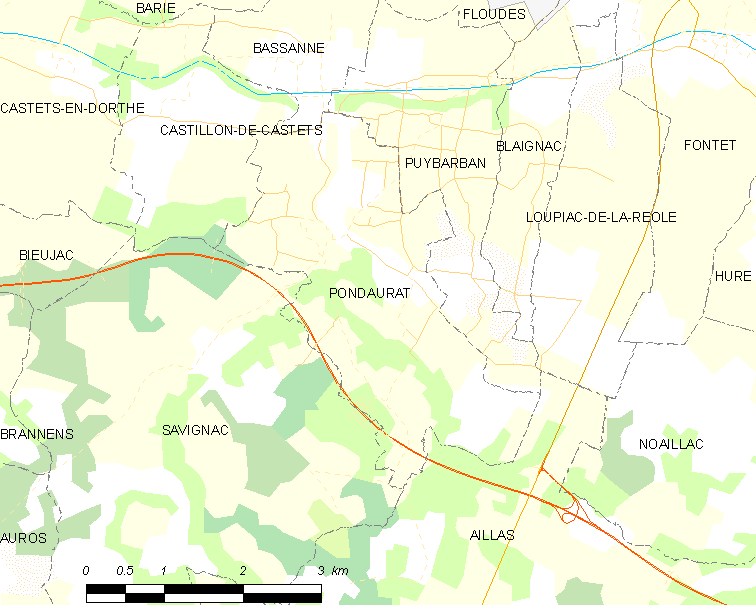
蓬多拉的OSM定位图

蓬多拉的时区为UTC+01:00、UTC+02:00（夏令时）。

## 行政
蓬多拉的邮政编码为33190，INSEE市镇编码为33331。

## 政治
蓬多拉所属的省级选区为勒雷奥莱-莱巴斯蒂德县。

## 人口

1962-2008年间蓬多拉人口变化图示

蓬多拉于2022年1月1日时的人口数量为456人。